# Patu digua
Patu digua é uma espécie de aranha da família Symphytognathidae endêmica da Colômbia, considerada a menor do mundo. Seus machos podem atingir um tamanho de até 0,37 mm, tão pequeno quanto a cabeça de um alfinete. Entretanto, existem espécies de aranhas de tamanhos próximos em que se conhece apenas a fêmea. Visto que, em geral, machos de aranhas tendem a ser menores que suas respectivas fêmeas, é razoável supor que existam aranhas menores que P. digua.